# Single 8

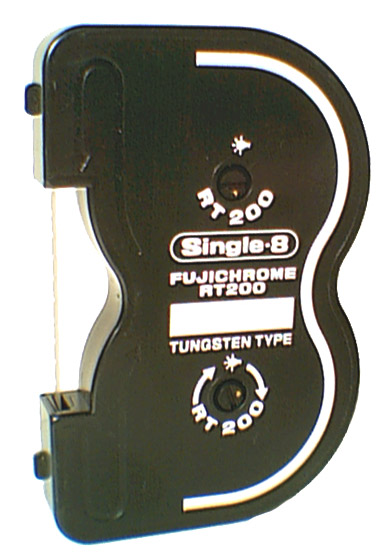
Cartucho de Single 8

El Single 8 es una variante de presentación del formato de Súper 8, creado por la casa fotográfica japonesa Fuji Photo Film. El paso, el tipo de perforación, el tamaño de la imagen y su distribución sobre el soporte es la misma (ver artículo Súper 8 SMPTE). La diferencia del Single 8 respecto al Súper 8 es en la presentación de la película en un cartucho diferente. 

## Single 8 y Súper 8
El Sistema de Single 8 fue presentado al mismo tiempo que el sistema de Súper 8 de la casa fotográfica norteamericana Eastman Kodak. Apareció como una alternativa, aunque no llegó a distribuirse como el Súper 8, ni fue conocido por el gran público. Aunque técnicamente el cartucho de Single 8 estaba mucho mejor desarrollado, no desbancó al sistema de Súper 8 de la Eastman Kodak. Por el Single 8 apostaron pocas casas comerciales, tanto fabricantes de cámaras y proyectores, como fabricantes de película fotográfica. Además, la casa Eastman Kodak contaba con una fuerte implantación en todo el mundo, especialmente en Usa y Europa, debido a la fuerte relación de la Eastman Kodak con la cinematografía. Pensemos en que el rollo de película cinematográfica fue inventada por Eastman. Y además esta casa fotográfica creó otros 2 formatos subestándar que devinieron de uso mayoritario: el Doble 8 y el 16 mm. 

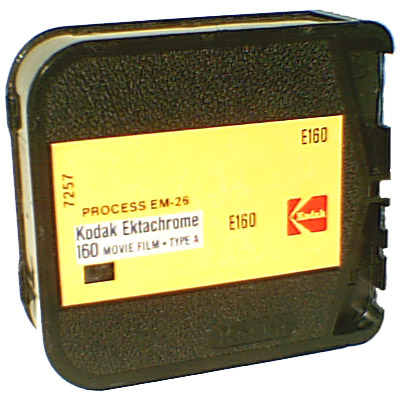
Cartucho de Súper 8

## Cartucho de Single 8 vs Cartucho Súper 8
El cartucho de Single 8 es técnicamente superior al de Súper 8, aunque no dispone de todas las prestaciones que tiene el de Súper 8. Este último adolece de la mentalidad muy propia de la Eastman Kodak en aquellos años, que lo que buscaba era vender película y equipamiento (pensemos que en aquellos años 60 las ventas de equipamiento habían caído). Y para ello intentaron facilitar al máximo el acceso de cualquier persona a la filmación de cine familiar. Es por ello que miró de automatizar al máximo las funciones que el cineasta amateur realizaba manualmente. Con la Esatman Kodak se da una paradoja. Era la casa que iba introduciendo la mayoría de las innovaciones para el formato de Súper 8, más por otra parte, sus aparatos eran sencillos, hechos de plástico y muy asequibles. Veamos y comparemos los cartuchos.

## Orígenes del cartucho de Single 8
El cartucho de Single 8 propuesto por la Fuji Photo Film venía de lejos. No fue algo casi original como el de Súper 8, pues el origen del cartucho tiene que ver con el mismo nombre de "Single 8". Este nombre se empezó a usar en la década de los años '40 por algunos innovadores fabricantes de cámaras para Doble 8. 
La película primera que apareció en paso de 8 mm, fue el Kodak Ciné 8 que pasó a llamarse "Double 8" en inglés. La razón de ello es que este formato derivó del formato de 16 mm. Para economizar costes, se le añadieron 1 perforación más a cada lado a esta película de paso de 16 mm. El aficionado filmaba por ambos costados éste rollo de película de 16 mm con el doble de perforaciones. Luego el laboratorio la revelaba y la seccionaba transversalmente y unía sus extremos. Así pues, por eso al formato primero de paso de 8 mm se le llamaba Doble 8. En los años '40, hubo una serie de fabricantes que diseñaron unas cámaras para el formato de 8 mm, pero con la particularidad de que la película no venía en rollos de 16 mm de ancho, sino en rollos de 8 mm. A este sistema se le llamó "Straight 8" o "Single 8" ("8 sencillo",en castellano). Este sistema apareció de la mano de la compañóia Universa, con sus cámaras Univex.
Y es en este punto, que la Fuji Photo Film, en los '60, estaba por la labor de mejorar el cartucho, con vistas a crear algo de fácil manejo. A este nuevo sistema, se le iba a llamar "Rapid 8". La Eastman Kodak, para rivalizar, empezó a desarrollar un nuevo formato que devendría en el Súper 8. Este nuevo formato tenía que venir fabricado en película de poliéster, la cual era una creación de la compañía Dupont. Sucedió que los japoneses, al ver que la Eastman lanzaría un nuevo formato que haría obsoleto el Doble 8, y con ello su sistema Rapid 8, decidieron seguir los pasos de los americanos. Y, paradojas de la historia, el Súper 8 fue lanzado sobre soporte de acetato finalmente. Y los japoneses lanzaron el mismo formato pero sobre soporte de poliéster. ¿Razones? El precio del soporte elevaba el precio da la película. Y esto iba contra la voluntad de Eastman Kodak de convertir el nuevo formato en popular.
Aparte, hay que hacer notar que Agfa Gevaert sacó su primera emulsión para el nuevo formato en el sistema de Single 8. El cartucho contenía 11 metros de película, pues esta empresa no pudo desarrollar los adhesivos adecuados para pegar la emulsión sobre el soporte de poliéster.

## Coaxialidad
Todos estos sistemas de los que partió la Fuji Photo Film, tenían la particularidad de que la película discurría entre dos bobinas dispuestas una encima de la otra. El cartucho de la Eastman Kodak no funciona así, sino que ambas bobinas están dispuestas coaxialmente, una al lado de la otra. La diferencia es importante, porque en el cartucho Kodak una vez la película ha pasado de una bobina a otra, el rebobinado se hace casi imposible. En cambio, en el cartucho Fuji, el rebobinado es simple y sencillo. Y no sucede lo que en los cartucho Kodak que, si el mecanismo no es perfecto, se atasca la película. 
Este hecho implicó que hasta finales de los años '60, no apareció una cámara capaz de rebobinar un trozo de película de unos 90 fotogramas. Esta cámara fue fabricada por la casa alemana Bauer Bosch y el modelo es el Bauer Royal 10. La mayoría de los aficionados se vieron imposibilitados de poder hacer una sobreimpresión de imágenes o de un fundido encadenado. Cuando con el sistema de la Fuji, con una manivela se le daban las vueltas hacia atrás que uno quisiera.
El máximo exponente de esto es la cámara Fujica ZC 1000, considerada lo mejor fabricado para el paso de 8 mm. Esta cámara permite poner una manivela y filmar hacia adelante y hacia atrás sin uso del motor.

## Poliéster
La película de Doble 8 venía en bobinas de película de 16 mm de ancho y 7,5 metros de largo. Una vez revelado y dividido se obtenía una película de 8 mm de ancho y 15 metros de largo. Este estándar de 50 pies lo conservó la casa Eastman Kodak. Y para albergar tanta película diseñó su cartucho. La película para paso estrecho venía fabricada sobre el tradicional soporte base de triacetato de celulosa. Esta base es gruesa si la comparamos con la base de poliéster. Así pues, la Fuji Photo Film eligió esta base para su soporte. Con ello consiguió que el tamaño del cartucho fuera de menor. La casa alemana Agfa llegó a fabricar película encartuchada en el sistema Single 8, la Agfacolor CT 13, que, al tener un soporte de triacetato, sólo albergaba película de 10 metros de largo.

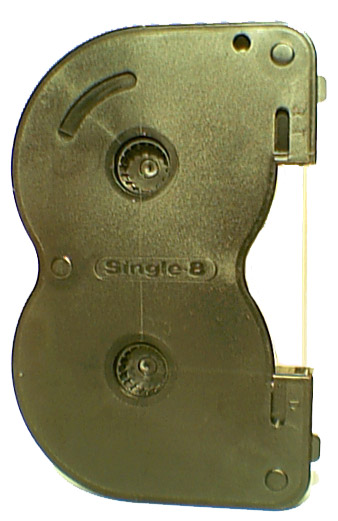
Hendidura en forma de medio arco en la parte superior del cartucho de Single 8

## Presor
Observando los dos tipos de cartuchos, aparte de constatar la diferente disposición de la bobinas, se observa que el cartucho Fuji tiene la película al descubierto. Esto es porque la película del sistema Fuji tiene que ser introducida en un presor. Este hecho es importante, pues el cartucho Kodak lleva incorporado en el cartucho el presor. Parece ser que, en el afán por hacerlo todo sencillo, los de la Eastman Kodak les pareciera una dificultad en manos del aficionado el hecho de introducir una película en un presor. El hecho es que con el sistema Kodak la película no queda tan bien fijada a la ventanilla de exposición. Y si la cámara no es todo lo buena que debiera, se pueden dar leves movimientos oscilatorios transversales y longitudinales.

## Automatización de selección de sensibilidad
La genial idea de la Eastman Kodak de automatizar la selección de la sensibilidad de la película, fue recogida por la Fuji Photo film. Para ello creó un sistema de muescas en la parte trasera y superior del cartucho. Al cargar el cartucho en el compartimento de la cámara, un sistema de puntas retráctiles o de una punta móvil lee la amplitud del orificio del cartucho.
Con este sistema, el aficionado se olvidaba de seleccionar la sensibilidad de la película. Ni tan siquiera era necesario que entendiera sobre sensibilidad.

## Automatización de filtro de luz de día
La idea que guiaba a la Eastman Kodak era la de poner el Súper 8 al alcance del mayor número de consumidores. De esta manera, la venta de película cinematográfica sería mayor. Y para ello había que diseñar unas cámaras lo más sencillas posible. Si repasamos todas las cámaras fabricadas por esta casa, observaremos que son todas de simple manejo. Para filmar en Súper 8 no hacía falta saber nada de fotografía. Esta idea no estaba tan en mente de la Fuji Photo Film.
La película de Doble 8 se vendía en dos versiones: la película equilibrada para interiores y la equilibrada para exteriores. Esto, lo tenía que tener muy claro el aficionado. Pues para filmar en exteriores con película de interiores, era necesario poner un filtro ámbar para que quedar bien filmado. Pensemos que la luz de interiores tiene una temperatura cromática de alrededor los 3500º Kelvin, mientras que la de exteriores es de unos 5500 K. Pensemos que una bombilla no emite la misma gama de frecuencias que la luz solar. Y para ello se preparan las emulsiones, para recoger de estos emisores de luz la reproducción más fidedigna de la realidad. Y lo mismo sucede al usar una película de exteriores en un interior, hay que poner un filtro azulado o los colores aparecen distorsionados.
Todo esto comportaba un cierto conocimiento. Y la Eastman Kodak mató el tema fácilmente. Con el Súper 8 apareció una única película de 40 ASA y equilibrada para luz de interior. Y para solucionar el asunto del filtro para luz de día, se decidió incorporar a las cámaras de un filtro interno entre el objetivo y la película. El filtro era tipo Wratten 85A, pues la película estándar era de tipo A, equilibrada para luz de foco de 5400 K. El filtro venía de serie interpuesto entre el objetivo y la película, preparado para filmar en exteriores. Pero si se pretendía filmar en interiores había que quitarlo de en medio. Y para ello se crearon dos mecanismos. El primero fue el de conectarlo con la rosca de foco. Las cámaras venían con una rosca de 1/4" o una ranura en su parte superior para enganchar un foco. Y al ser enganchado, el filtro se retiraba. Otro mecanismo era el de incorporar un sensor en el compartimento de la película. Al ser introducido un cartucho de luz de día, este presiona una punta retráctil que retira el filtro. Los cartuchos de interior, tienen una muesca en el cartucho, en su parte inferior a la altura de la punta retráctil, que inhibe la presión sobre el mecanismo.
Pues bien, todo esto no fue planteado por la Fuji Photo film. Y cuando presentó su sistema lo hizo junto a las 2 tradicionales emulsiones, una para interiores y otra para exteriores. Y las cámaras no incorporaban filtro de luz de día.

## Señal para el laboratorio
La Eastman Kodak pensó en muchos detalles. Y pensó hasta en incorporar un sistema de señales sobre el cartucho que indicar el proceso de laboratorio a seguir para revelar la película. Observando diferentes cartuchos de diferentes películas, se puede ver la variedad de muescas. Estas están situadas en la parte inferior, junto a la hendidura central.

## Película en Single 8
Por el sistema de la Fuji Photo Film apostaron pocas marcas. Algunas lo hicieron al principio, pero antes de llegar a finales de los '60, la casa japonesa estaba sola. En cuanto a película, aparte de emulsiones de la Fuji Photo Film, estuvo la Agfa, que apostó con una emulsión, la Agfacolor CT13, que duró poco tiempo en el mercado.
Con la introducción del sistema Single 8, aparecieron las siguientes emulsiones todas ellas reversibles: Fujichrome R 25 (equilibrada para luz de día, con 25 ASA), Fujichrome RT 50 (equilibrada para luz de ineriot, con 50 ASA), Neopan R 50 (pancromática, con 50 ASA) y Neopan R 200 (pancromática, con 25 ASA). Estas emulsiones se mantuvieron en el tiempo, alguna más apareció. 
En la actualidad quedan las 2 emulsiones de color, pero han sido mejoradas: Fujichrome R 25 N (equilibrada para luz de día, con 25 ASA), Fujichrome RT 200 N (equilibrada para luz de interior, con 200 ASA). Y hay que añadir que cuando la Eastman Kodak innovó con su "single-system" para recoger el sonido con la misma cámara con la que se filmaba, lo propio hizo la Fuji Photo Film. Y también apareció película prepistada ensartada en un cartucho que tenía en su parte inferior una abertura. Esta abertura dejaba al descubierto un poco de película, la justa para que fuera introducida en el cabezal de sonido.
En la actualidad, la casa japonesa Retro Enterprises Company ha puesto en circulación cartuchos con película de diferentes emulsiones. Todo ello en cartuchos con 10 metros de película. Y con ello ha apostado por dar vida a un magnífico sistema que amenaza de morir en 2012. En esta fecha la Fuji Photo Film dice que dejará de fabricar película.

## Cámaras de Single 8
Al principio apostaron varias casa japonesas como Canon, Elmo, Konica y Yashica en el sistema de Single 8. Pero a finales de los '60, la casa Fuji Phot Film quedó sola defendiendo la viabilidad del sistema. Fueron muchas las cámaras dignas de mención que fabricó esta compañía japonesa, ya sea por su diseño o por sus prestaciones.

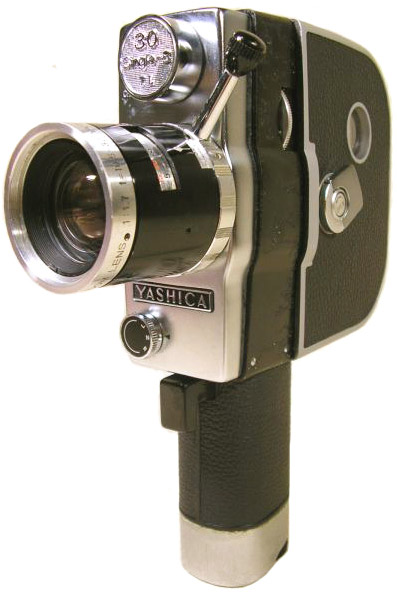
Yashica TL 30, cámara muda de Single 8.

La siguiente lista contiene todas las cámaras fabricadas para Single 8.
- Canon 518
- Canon 518 SV
- Elmo 8S 30T
- Elmo 8S 40
- Elmo 8S 40T
- Elmo 8S 60
- Elmo 8S 600
- Elmo 8S 800
- Elmo C200
- Elmo C300
- Fujica 300 AF Sound
- Fujica AX100
- Fujica AXM100 Sound
- Fujica C100
- Fujica P1
- Fujica P2
- Fujica P2 Zoom
- Fujica P100
- Fujica P100 Sound
- Fujica P105
- Fujica P300
- Fujica P300 New
- Fujica P300 Sound
- Fujica P400
- Fujica P400 AF Sound
- Fujica P500 Sound
- Fujica PX300
- Fujica Z1
- Fujica Z2
- Fujica Z400
- Fujica Z450
- Fujica Z600
- Fujica Z700
- Fujica Z800
- Fujica Z850 Sound
- Fujica ZM 800 Sound
- Fujica ZR 450
- Fujica ZS400
- Fujica ZX250
- Fujica ZX300
- Fujica ZX500
- Fujica ZX550 Sound
- Fujica ZXM 300 Sound
- Fujica ZXM 500 Sound
- Fujica ZC1000
- Fujica ZC1000 New
- Konica 3TL
- Konica 6TL
- Yashica TL30